# Herbert Seifert

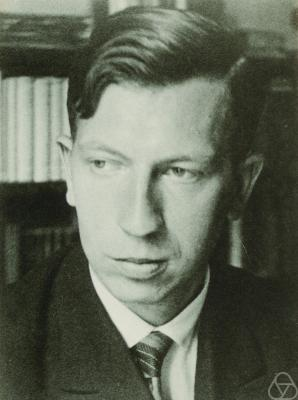
Herbert Seifert

Herbert Karl Johannes Seifert (Bernstadt, 27 mei 1907 - Heidelberg, 1 oktober 1996) was een Duits wiskundige die bekend is voor zijn werk in de topologie.

## Leven en werk
Seifert werd geboren in Bernstadt auf dem Eigen, maar zijn ouders verhuisden al snel naar Bautzen, waar hij eerst de Knabenbürgerschule, en daarna de Oberrealschule bezocht. Vanaf 1926 bezocht Seifert de Technische Universiteit Dresden. Het jaar daarop volgde hij serie colleges over topologie die werden gegeven door William Threlfall. Dit werd het begin zowel van zijn levenslange werk in dit  onderwerp en zijn vriendschap met Threlfall. In het jaar 1928-1929 bezocht hij de Universiteit van Göttingen, waar topologen zoals Pavel Sergejevitsj Aleksandrov en Heinz Hopf werkten.
In 1930 ontving hij zijn doctoraat. Daarna verhuisde hij naar de Universiteit van Leipzig, waar hij in 1932 een tweede doctoraat ontving met het proefschrift Topologie 3-dimensionaler gefaserter Räume ("Topologie van 3-dimensionale fiberruimten"). De variëteiten die hij in zijn proefschrift bestudeerde werden later naar hem Seifert-fiberruimten genoemd.
Seifert bleef samenwerken met Threlfall. In 1934 (het jaar van Seiferts habilitatie) publiceerden zij hun Lehrbuch der Topologie. In 1938 publiceerden zij Variationsrechnung Im Grossen.
In 1935 werd Seifert beroepen op een post aan de Universiteit van Heidelberg, waar hij een positie innam die was vrijgevallen door het ontslag van een Joodse professor. Tijdens Tweede Wereldoorlog meldde hij zich als vrijwilliger voor een functie bij een onderzoekscentrum van de Luftwaffe, het Instituut voor Gasdynamica. Na de oorlog was Seifert een van de weinige Duitse professoren, waarin de geallieerden tijdens de periode van denazificatie vertrouwen in stelde.
In het jaar 1948-1949 bezocht Seifert het Institute for Advanced Study in Princeton. Op 13 september 1949, direct na zijn terugkeer in Duitsland, trad hij in het huwelijk met Katharina Korn.
Seifert ging in 1975 met emeritaat. Onder zijn studenten waren Albrecht Dold en Dieter Puppe.